# Геометричне моделювання
Геометричне моделювання засновано на математичних методах аналітичної геометрії, які забезпечують введення і перетворення двовимірних і тривимірних об'єктів з урахуванням обмежень умов, пов'язаних з організацією взаємодії, можливостями засобів відображення, станом обчислювальної техніки.
Геометричне моделювання вивчає методи побудови числових моделей геометрії реальних чи уявних об’єктів, а також методи управління цими моделями.
Основи аналітичної геометрії враховують сучасні досягнення в цій галузі. Широко застосовуються матричні методи опису і перетворення інформації. Загальні принципи опису і виконання основних перетворень геометричного моделювання стають зрозумілими при вивченні відомих методів матричного надання зображень і алгоритмів їх перетворень. Вони реалізовані в стандартах GKS (двохмірна графіка) і у PHIGS (трьохмірна графіка), та у OpenGL і в інших системах та програмах. Існує їх реалізація у вигляді СБІС.